# Giuseppe Colombo
Giuseppe Colombo (Padua, 2 oktober 1920 - Padua, 20 februari 1984), beter bekend onder zijn bijnaam Bepi Colombo, was een Italiaanse wiskundige en onderzoeker aan de universiteit van Padua, Italië.

## Mercurius
Colombo bestudeerde de planeet Mercurius en het waren zijn berekeningen over hoe een ruimtevaartuig Mercurius kan bereiken door de zwaartekracht van andere planeten te gebruiken en zodoende veel brandstof te besparen om de koers te wijzigen en snelheid te minderen die leidden tot het succes van de Mariner 10-missie en ook gebruikt werden bij de BepiColombo-missie. Colombo verklaarde ook de spin-baanresonantie 3:2 van de baan van Mercurius.

## De ringen van Saturnus
Colombo leverde ook belangrijke bijdragen aan het onderzoek naar de ringen van Saturnus.

## Varia
- De ESA-missie naar Mercurius heet BepiColombo ter ere van hem.
- De Colomboscheiding in de C-Ring van de ringstructuur rond Saturnus is naar hem vernoemd.
- De planetoïde (10387) Bepicolombo is ook naar hem vernoemd.
- Het Giuseppe Colombo-centrum voor ruimteonderzoek in Matera is opgedragen aan hem.